# Меуригіт-K
Меуригіт-K (англ. meurigite) — мінерал класу фосфатів, арсенатів та ванадатів.

## Загальний опис
Меуригіт-K — рідкісний мінерал, водний фосфат {\displaystyle {Fe}^{3+}} і K з дод. аніонами {\displaystyle \left(OH\right)-}.
Хімічна формула: {\displaystyle {K}{Fe}_{7}^{3+}\left(PO_{4}\right)_{5}\left(OH\right)_{7}\cdot 8H_{2}O}. Містить (%): K — 2,83; Na — 0,05; Al — 0,36; Fe — 33,37; Cu — 0,15; P — 13,49; H — 1,82; C — 0,20; O — 47,72.
Кристали видовжені і таблитчасті; характерні радіально-променеві агрегати та сфероліти. Сингонія моноклінна. Твердість 3. Густина 2,96. Колір жовтувато-коричневий, кремовий до білого, блідо-жовтий до оранжевого. Риса — блідо-жовта. Напівпрозорий. Блиск жирний, шовковистий. Спайність досконала. Утворюється в окиснених зонах мідних родовищ та низькотемпературних золоторудних родовищах в асоціації з лейкофосфітом, гематитом, нонтронітом, апатитом, вівіанітом, тюямунітом.
Основні знахідки: родовище Санта-Ріта (Нью-Мексико, США), шахта Gold Quarry (Невада, США), Хагендорф (Вайдхаус, Баварія) і Рендерсдорф (Німеччина).
Названий на честь Дж. Меурига (John Meurig Thomas) — професора кристалохімії в Кембриджському університеті, Велика Британія.